# 傅氏民居
傅氏民居，位于中国广东省惠州市惠东县大岭镇茗教村，为惠东县的一个县级文物保护单位，类型为古建筑，公布时间为2000年。
傅氏民居的历史年代为清康熙。